# كيفن باترسون (كاتب)
كيفن باترسون (بالإنجليزية: Kevin Patterson)‏ (27 ديسمبر 1964، كابوسكاسينغ في كندا)؛ طبيب وروائي كندي.